# Warhammer 40,000: Darktide
Warhammer 40,000: Darktide es un videojuego de acción-aventura en primera persona actualmente en desarrollo por la compañía sueca Fatshark que será lanzado en 13 de septiembre de 2022 para Microsoft Windows y Xbox Series X|S. Ambientada en el universo de Warhammer 40,000, el juego utilizará una fórmula similar a la de Warhammer: Vermintide 2, creado por el mismo desarrollador, en el que cuatro jugadores cooperan para derrotar oleadas periódicas de enemigos controlados por inteligencia artificial.